# Balerina
Balerina ili baletan je plesni umjetnik koji izvodi baletna djela na pozornici, najčešće kao član baletne trupe.
Među najpoznatije baletne umjetnike ubrajaju se Rudolf Nurejev, Ana Pavlova, Galina Ulanova...